# Niels van Gogh
Niels van Gogh é um DJ e produtor.
Niels van Gogh iniciou sua carreira em 1998 fazendo shows por toda Europa e em todo o mundo, por exemplo, na Irlanda, Bélgica, Holanda, Espanha, Áustria, Hungria, Itália, Tailândia, África do Sul, França, Austrália, entre outros países.
"Pulverturm" (1998) foi o seu primeiro lançamento na Kosmo Records. Foi um sucesso em todo o mundo, alcançou disco de ouro na Bélgica e África do Sul e foi colocado entre os Top 20 das paradas francesas e neerlandesas da Billboard. Portanto, tendo vendido mais de 20.000 discos de vinil na Alemanha, Niels van Gogh foi premiado com o "Discomaniac" no Dance Awards 2000 alemão. Doppelgänger, foi o segundo lançamento de van Gogh na Kosmo Records.
Em 2003, Niels van Gogh assinou um contrato com a gravadora Media. Na Media Records lançou as faixas "One Way Out”, “Don't be afraid of tomorrow" e seu primeiro álbum: No Way Out.
Em 2007, Niels van Gogh lançou o single Pulverturm 2.0 com parceria de Eniac. Chegou a ser número seis nas paradas finlandesas.
Em 2008, trabalhou juntamente com Thomas Gold e lançou outro hit, um remix de Delerium Silence de Sarah McLachlan.
Na Primavera de 2009, Niels van Gogh lançou seu novo hit, "Dreamer".

## Discografia

### Singles
| Ano  | Single                                                         | Posições nas paradas | Posições nas paradas | Posições nas paradas | Posições nas paradas | Posições nas paradas | Posições nas paradas | Certificações      | Album               |
| Ano  | Single                                                         | BEL                  | FIN                  | FRA                  | GER                  | NL                   | UK                   | Certificações      | Album               |
| ---- | -------------------------------------------------------------- | -------------------- | -------------------- | -------------------- | -------------------- | -------------------- | -------------------- | ------------------ | ------------------- |
| 1998 | "Plastic"                                                      |                      |                      |                      |                      |                      |                      |                    |                     |
| 1998 | "Pulverturm"                                                   |                      |                      | 24                   | 19                   | 17                   | 75                   | BEL: Gold ZA: Gold |                     |
| 1998 | "Pulverturm UK Remixe"                                         |                      |                      |                      |                      |                      |                      |                    |                     |
| 1999 | "Doppelgänger"                                                 |                      |                      |                      | 98                   |                      |                      |                    |                     |
| 1999 | "Doppelgänger Remixe"                                          |                      |                      |                      |                      |                      |                      |                    |                     |
| 2000 | "Midnight"                                                     |                      |                      |                      |                      |                      |                      |                    |                     |
| 2001 | "Electronic Confusion"                                         |                      |                      |                      |                      |                      |                      |                    |                     |
| 2002 | "Another Joy"                                                  |                      |                      |                      | 97                   |                      |                      |                    |                     |
| 2003 | "Feeling A Pressure Fast Forward"                              |                      |                      |                      |                      |                      |                      |                    |                     |
| 2004 | "One Way Out - Martin Eyerer Remix"                            |                      |                      |                      |                      |                      |                      |                    | No way out          |
| 2004 | "Don't Be Afraid Of Tomorrow"                                  |                      |                      |                      |                      |                      |                      |                    | No way out          |
| 2004 | "Don't Be Afraid Of Tomorrow Remixe"                           |                      |                      |                      |                      |                      |                      |                    |                     |
| 2005 | "My Own Religion"                                              |                      |                      |                      |                      |                      |                      |                    | Frequenzklang       |
| 2005 | "My Own Religion Remixe"                                       |                      |                      |                      |                      |                      |                      |                    |                     |
| 2006 | "Pulverturm 2006"                                              |                      |                      |                      |                      |                      |                      |                    |                     |
| 2006 | "L.S.D."                                                       |                      |                      |                      |                      |                      |                      |                    | Frequenzklang       |
| 2006 | "Don't Stop / Erase & Rewind"                                  |                      |                      |                      |                      |                      |                      |                    | The Remix Album     |
| 2007 | "Pulverturm 2.0" (as Niels van Gogh vs. Eniac)                 |                      | 6                    |                      |                      |                      |                      |                    | The Remix Album     |
| 2007 | "Hate my Baby"                                                 |                      |                      |                      |                      |                      |                      |                    | The Remix Album     |
| 2008 | "Slamming Doors" (as Niels van Gogh vs. Eniac)                 |                      |                      |                      |                      |                      |                      |                    |                     |
| 2008 | "Drummachine" (as Niels van Gogh & Spacekid)                   |                      |                      |                      |                      |                      |                      |                    |                     |
| 2008 | "Integrity & Honesty" (as Niels van Gogh vs. Spacekid)         |                      |                      |                      |                      |                      |                      |                    | We Love Electro     |
| 2008 | "On Every Fucking Weekend" (as Niels van Gogh & Carlos Mendes) |                      |                      |                      |                      |                      |                      |                    |                     |
| 2009 | "Dreamer"                                                      |                      |                      |                      |                      |                      |                      |                    | We Love Electro II  |
| 2009 | "Far 2 Late" (as Niels van Gogh vs. Eniac)                     |                      |                      |                      |                      |                      |                      |                    |                     |
| 2009 | "My House Is Calling" (as Niels van Gogh vs. Emilio Verdez)    |                      |                      |                      |                      |                      |                      |                    | We Love Electro III |
| 2009 | "Monza" (as Niels van Gogh & Daniel Strauss)                   |                      |                      |                      |                      |                      |                      |                    | We Love Electro III |
| 2009 | "Take Me Back" (as Niels van Gogh vs. Yvan & Dan Daniel)       |                      |                      |                      |                      |                      |                      |                    |                     |
| 2010 | "On" (as Niels van Gogh & Armin Prayd)                         |                      |                      |                      |                      |                      |                      |                    |                     |
| 2010 | "Black Is Black" (as Niels van Gogh vs. Emilio Verdez)         |                      |                      |                      |                      |                      |                      |                    | We Love Electro IV  |
| 2010 | "All Bitches" (as Niels van Gogh vs. Voltaxx)                  |                      |                      |                      |                      |                      |                      |                    | We Love Electro IV  |
| 2010 | "Royal Junk" (as Niels van Gogh vs. Emilio Verdez)             |                      |                      |                      |                      |                      |                      |                    | We Love Electro V   |
| 2010 | "Gumball" (as Niels van Gogh & Daniel Strauss)                 |                      |                      |                      |                      |                      |                      |                    |                     |
| 2011 | "Emergency" (as Niels van Gogh & Daniel Strauss)               |                      |                      |                      |                      |                      |                      |                    |                     |

### Álbuns
- 2004: No Way Out
- 2006: Frequenzklang
- 2007: The Remix Album
- 2008: All The Singles
- 2008: We Love Electro
- 2009: We Love Electro II
- 2009: We Love Electro III
- 2010: We Love Electro IV
- 2010: We Love Electro V